# Байрамов, Камил Камал оглы
Камил (Камиль) Камал оглы (Камалович) Байрамов (азерб. Kamil Kamal oğlu Bayramov; 19 января 1972, Баку) — советский и азербайджанский футболист, полузащитник и нападающий, тренер. Выступал за сборную Азербайджана.

## Биография
Начал выступать на взрослом уровне в 1990 году в клубе второй низшей лиги СССР «Араз» (Баку), где провёл два сезона, стал лучшим снайпером клуба в сезоне 1990 года (16 голов).
В 1992 году играл за клуб высшего дивизиона Азербайджана «Тарагги» (Баку), разделил звание лучшего бомбардира клуба с Самиром Мамедовым (по 7 голов) и стал полуфиналистом Кубка Азербайджана. В 1993 году перешёл в бакинский «Нефтчи», провёл в клубе четыре сезона. Становился чемпионом (1995/96), бронзовым призёром и двукратным обладателем Кубка страны. Участник двух матчей Кубка обладателей кубков (1995). Всего в высшей лиге Азербайджана сыграл 71 матч и забил 13 голов.
После ухода из «Нефтчи» единственным профессиональным клубом футболиста был в 1998 году игравший в третьей лиге России ростовский СКА, где Байрамов провёл два матча. В 2009—2010 годах выступал в любительских соревнованиях за «Мидель» (Аксай) из Ростовской области. Также в 2010 году игрок в составе «Миделя» принял участие в финальном турнире чемпионата России по пляжному футболу, сыграл в трёх матчах, а его клуб не прошёл групповой этап.
В национальной сборной Азербайджана сыграл единственный матч в первой её игре в истории — 17 сентября 1992 года против Грузии (3:6), заменив на 72-й минуте Самира Алекберова.
В 2016 году стал главным тренером клуба СКА-ДГТУ (Ростов-на-Дону), являвшегося фарм-клубом ростовского СКА. В декабре 2017 года назначен главным тренером основной команды ростовского СКА, в августе 2018 года оставил тренерский пост и продолжил работать в клубе с юношескими командами. Имеет тренерскую лицензию «В».

## Достижения
- Чемпион Азербайджана: 1995/96
- Бронзовый призёр чемпионата Азербайджана: 1994/95
- Обладатель Кубка Азербайджана: 1994/95, 1995/96